# エリック・クリプキ
エリック・クリプキ（Eric Kripke、1974年4月24日にオハイオ州トレド生まれ）は、アメリカ合衆国の脚本家、テレビドラマ監督、テレビプロデューサー。The WB系列（現The CW系列）のテレビシリーズ『スーパーナチュラル』のクリエイター（企画原案者）、およびNBC系列の2012年秋の新ドラマシリーズ『レボリューション』のクリエイターである。

## 来歴
シルヴァニア・サウスビュー高校（en:Sylvania Southview High School）の1992年卒業生であるクリプキは、しばしば友人たちとともに自作映画を製作し、他の生徒たちに見せていた。1996年に南カリフォルニア大学映画芸術学部（en:USC School of Cinematic Arts）を卒業した後、1997年に2本の映画の脚本と監督を担当した（『Battle of the Sexes』と『Truly Committed』）。
その後、The WB系列のテレビシリーズ『Tarzan』（2003年）の企画と脚本を担当し、同作が8話限りで打ち切られた後、映画『ブギーマン』（2005年）の脚本を担当した。なお、同作には続編『Boogeyman 2』『Boogeyman 3』もあるが、クリプキは参加していない。
2005年、クリプキ発案によるテレビドラマ『スーパーナチュラル』がThe WB系列で放送開始。クリプキは同番組のショーランナーをシーズン5終了時まで務めた。
さらに、SF恋愛サスペンス映画『アジャストメント』（2011年）の協力プロデューサーも務めた。
また、2013年公開予定の劇場映画『Haunted』の脚本と監督も担当している。
2011年8月、クリプキがDCコミックス・キャラクターのDeadmanに基づく新シリーズをThe CW系列向けに企画中だと発表されたが、実現しなかった。しかし、新テレビドラマ『レボリューション』をNBC系列向けに考案し、J・J・エイブラムスとともにエグゼクティブ・プロデューサーとなった。

## 主な作品

### ブギーマン
『スーパーナチュラル』で成功する前、クリプキは2005年前半公開の映画『ブギーマン』の脚本を担当した。母を亡くしたばかりの青年”ティム”（バリー・ワトソン）が、母ばかりかかつて父をも殺したと思われる超常的な怪物と対決するため故郷に戻るというストーリー。

### スーパーナチュラル
2005年、クリプキはテレビシリーズ『スーパーナチュラル』を企画考案。シーズン1からシーズン5まで自ら脚本・製作総指揮・ショーランナーを担当した後、セラ・ギャンブルを後継者に指名した。
『スーパーナチュラル』（2012年秋現在、第8シーズンを放送中）は、サムとディーンのウィンチェスター兄弟が”ハンター”として、幽霊や悪魔などの超常的存在から世界を守るという物語である。兄弟たちはまた、自らアポカリプスを引き起こして終わらせるという状況にも置かれる。

### Revolution
クリプキは『スーパーナチュラル』のショーランナーとしての役割を第5シーズン限りで降板した後、他のいくつかの企画原案に携わった。そのうちの1つ『レボリューション』がNBC系列で、2012年9月より放送中である。同ドラマでは、あらゆるエネルギーが不可解な消滅を遂げた後の世界におけるサバイバルや、愛する者たちとの再開を目指して奮闘する者たちの物語が描かれる。
主な出演者はトレイシー・スピリダコス、ビリー・バーク、ジャンカルロ・エスポジート、エリザベス・ミッチェル、Graham Rogers、Anna Lise Phillips。

### ザ・ボーイズ
2019年から配信されたAmazonビデオのテレビドラマシリーズ『ザ・ボーイズ』では、企画、製作総指揮、および数話の監督と脚本を務める。

### ジェン・ブイ
『ザ・ボーイズ』のスピンオフで2023年から配信されたAmazonビデオのテレビドラマシリーズ『ジェン・ブイ』でも、企画、製作総指揮、および数話の脚本を務める。

## 私生活
クリプキは結婚しており、1人の息子（2007年生まれ）がいる。息子の誕生日は、サム・ウィンチェスターと同じ5月2日である。
また、エリック・クリプキは、著名な哲学者・論理学者ソール・クリプキの甥にあたる。